# Zusatzbezeichnung Sportmedizin
Die Vergabe der Zusatzbezeichnung Sportmedizin erfolgt in Deutschland über die Landesärztekammern unter Voraussetzung einer Facharztanerkennung, der Absolvierung einer der nachfolgend genannten Weiterbildungswege und eines abschließenden Kenntnisnachweises durch Prüfung. In Österreich vergibt die Österreichische Ärztekammer das  ÖÄK-Diplom Sportmedizin. In der Schweiz kann ein Fähigkeitsausweis in der Sportmedizin (FASM) erworben werden.

## Deutschland
Die Zusatzbezeichnung Sportmedizin ist gegenwärtig in Deutschland die einzige zu erwerbende sportärztliche Qualifikation. Das bis zum Jahr 2010 nach einem speziellen Ausbildungsweg erteilte Diplom des Deutschen Sportärztebundes wird nicht mehr vergeben.

## Sportmedizinische Qualifikationen aus der DDR
Die von 1956 bis 1990 in der DDR zu erwerbende „Staatliche Anerkennung als Sportarzt“ konnte auf Antrag bei der zuständigen Landesärztekammer in die Zusatzbezeichnung Sportmedizin gewandelt werden.
Die von 1963 bis 1990 bestehende vierjährige Weiterbildung zum Facharzt für Sportmedizin wurde nach der Wiedervereinigung aufgegeben. Die erworbene Facharztbezeichnung kann aber  weiter geführt werden. Auf Antrag konnte diese Qualifikation auch als Zusatzbezeichnung Sportmedizin anerkannt werden.

## Österreich
In Österreich vergibt die Österreichische Ärztekammer das  ÖÄK-Diplom Sportmedizin auf der Grundlage des § 117b Abs. 1 Z. 21 ÄrzteG. Darauf basiert die Diplomordnung und die Diplomrichtlinie. Durch den Erwerb eines Diploms können bestehende Sonderfachgrenzen gemäß § 31 Abs. 3 ÄrzteG nicht überschritten werden. Voraussetzung zum Erwerb des ÖÄK-Diploms stellt die Promotion dar.

### Weiterbildungsinhalte
Innerhalb von 3 Jahren sind 180 Stunden, davon 120 Stunden Theorie und 60 Stunden Praxis nachzuweisen.
Im theoretischen Teil sind  zu absolvieren:
- Je 4 Grundkurse auf leistungsphysiologisch-internistisch-pädiatrischem Gebiet im Ausmaß von 40 Stunden
- Je 4 Grundkurse auf orthopädisch-traumatologisch-physikalischem Gebiet im Ausmaß von 40 Stunden
- 40 Stunden allgemeine Sportmedizin in Kongressen und Veranstaltungen

Im praktischen Teil sind abzuleisten:
- 40 Stunden sportmedizinische Praxisseminare
- 20 Stunden Ärztesport

Zudem ist die sportärztliche Betreuung eines Sportvereins zumindest im letzten halben Jahr vor der Einreichung zum Diplom nachzuweisen.
Die Weiterbildung ist innerhalb von drei Jahren zu absolvieren. Bei längerer Dauer sind pro zusätzlichem Jahr 10 weitere Theoriestunden nachzuweisen.
Ein Arzt, der ein Diplom erworben hat, ist berechtigt, nach seiner Berufsbezeichnung die Bezeichnung „ÖÄK Diplom - Sportmedizin“, auch unter Hinzufügung eines Hinweises der
Verleihung durch die Österreichische Ärztekammer, anzufügen. Für den Fall, dass ein Arzt ein Additivfach erworben hat, ist die Diplombezeichnung nach dem Additivfach anzuführen.

## Schweiz
In der Schweiz kann ein Fähigkeitsausweis in der Sportmedizin (FASM) erworben werden.  Voraussetzung ist der Besitz eines Facharzttitels. Der Bewerber muss Mitglied der Schweizerischen Aerztegesellschaft (FMH) sein.
Die Weiterbildung besteht aus der
- Absolvierung von acht 2–3-tägigen Weiterbildungskursen

Im Anschluss erfolgt eine praktische und schriftliche Schlussprüfung.
Es ist eine 6-monatige, von einem von der Schweizer Gesellschaft für Sportmedizin (SGSM) akkreditierten Götti bestätigte praktische sportmedizinische Tätigkeit (minimaler Beschäftigungsgrad 50 %) oder eine mindestens 3-jährige praktischen Tätigkeit als Verbandsarzt nachzuweisen.

## Verbände
- Gesellschaft für Orthopädisch-Traumatologische Sportmedizin Gesellschaft für Orthopädisch-Traumatologische Sportmedizin (GOTS)

Die Gesellschaft für Orthopädisch-Traumatologische Sportmedizin (GOTS) ist der weltweit zweitgrößte Zusammenschluss von Sportorthopäden und Sporttraumatologen. In der GOTS sind über 1000 der führenden Sportärzte im Bereich der Orthopädie und Traumatologie aus dem deutschsprachigen Raum zusammengeschlossen. Neben der Sicherstellung der kompetenten Versorgung sportverletzter Patienten setzt die GOTS qualitative Standards für deren Behandlung.
- Österreichische Gesellschaft für Sportmedizin und Prävention
- Deutsche Gesellschaft für Sportmedizin und Prävention e.V.
- European Federation of Sports Medicine Associations
- Fédération Internationale de Médecine du Sport